# Groeve Kunderberg
De Groeve Kunderberg is een Limburgse mergelgroeve in Nederlands Zuid-Limburg in de gemeente Voerendaal. De dagbouwgroeve ligt op ongeveer een kilometer ten noorden van Ubachsberg, op ongeveer 500 meter ten zuidoosten van Kunrade en enkele tientallen meters ten zuidoosten van buurtschap Kunderberg.
Op ongeveer een kilometer naar het westen ligt de Kunradersteengroeve waar in de 21e eeuw nog Kunrader kalksteen gewonnen wordt.

## Geschiedenis
Oorspronkelijk moet op de plaats van de groeve de kalksteen als gevolg van natuurlijke processen hebben gedagzoomd.
In 1808 werd de groeve in de geologische literatuur voor het eerst genoemd, waarna het in het midden van de 19e eeuw verworden was tot een populaire plaats voor geologen.
Aan het begin van de 20e eeuw werd de groeve slechts op kleine schaal ontgonnen en was er een grote kalksteenwand ontsloten.
In 1978 was van die grote kalksteenwand nog maar weinig over. De wand van de groeve had toen een lengte van 300 meter. Er hadden in de voorgaande jaren verschillende afstortingen plaatsgevonden en werd de groeve overwoekerd, waardoor deze typelocatie vervallen was tot een ruïne.

## Geologie
De groeve ligt aan de noordwestrand van de heuvel Kunderberg, aan de noordrand van het Plateau van Ubachsberg, die hier gevormd wordt door de Kunraderbreuk. Vanaf het lager gelegen gebied ten noorden van de Kunderberg snijdt het Droogdal van Kunrade in op het plateau.
De groeve ontsluit onder de akkeraarde de Kunrader kalksteen uit de Formatie van Maastricht. De kalksteen wordt gekarakteriseerd door afwisselend lagen van harde kalksteenbanken gevolgd door zachtere kalksteenlagen.
De Groeve Kunderberg is de typelocatie van de Kunrader kalksteen.